# Fred P. Cone
Frederick Preston "Fred P." Cone, född 28 september 1871 i Columbia County, Florida, död 28 juli 1948 i Lake City, Florida, var en amerikansk demokratisk politiker. Han var den 27:e guvernören i delstaten Florida 1937-1941.
Cone studerade vid Florida Agricultural College och Jasper Normal College. Han studerade därefter juridik och inledde 1892 sin karriär som advokat i Florida. Han var ledamot av delstatens senat 1907–1913; 1911 tjänstgjorde han som talman i delstatens senat.
Cone efterträdde 1937 David Sholtz som guvernör i Florida. Trafikpolisen i Florida, Florida Highway Patrol, grundades under Cones tid som guvernör. Han efterträddes som guvernör av Spessard Holland.
Cone var baptist och frimurare. Hans grav finns på Prospect Primitive Baptist Cemetery i Hamilton County, Florida.